# Kulusuk Lufthavn
Kulusuk Lufthavn (IATA: KUS, ICAO: BGKK) er en grønlandsk flyveplads beliggende i Kulusuk med en gruslandingsbane på 1199 m x 30 m. Flyvepladsen blev anlagt som flybase af amerikanerne i 1956 i forbindelse med oprettelsen af flyvarslingssystemet (DEW Line, hvor stationen i Kulusuk hed "DYE-4". Stationen blev lukket 1991, efter at DYE-2 og DYE-3 på indlandsisen var blevet lukket.
I 2008 var der 14.103 afrejsende passagerer fra flyvepladsen fordelt på 1.691 starter (gennemsnitligt 8,34 passagerer pr. start).
Kulusuk Lufthavn drives af Mittarfeqarfiit, Grønlands Lufthavnsvæsen. Statens Luftfartsvæsen fører tilsyn med flyvepladsen.

## Eksterne links
- AIP for BGKK fra Statens Luftfartsvæsen Arkiveret 12. marts 2013 hos  Wayback Machine